# Sospensione Christie

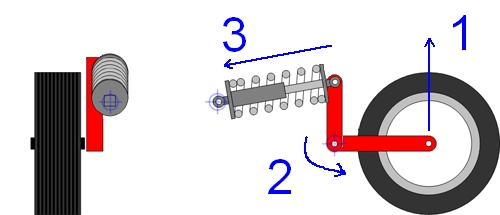
Schema della sospensione Christie.

La sospensione Christie è un tipo di sospensione sviluppato dall'ingegnere statunitense J. Walter Christie in contemporanea ai numerosi progetti di carri armati da lui stesi. Essa permetteva escursioni notevolmente maggiori rispetto alle convenzionali balestre in uso negli anni venti e trenta, consentendo ai suoi carri velocità fuori strada fino ad allora impensabili. Il sistema fu introdotto per la prima volta sul mezzo sperimentale Christie M1928 e fu implementato su tutti i progetti di Christie fino alla sua morte, avvenuta nel 1944.

## Storia

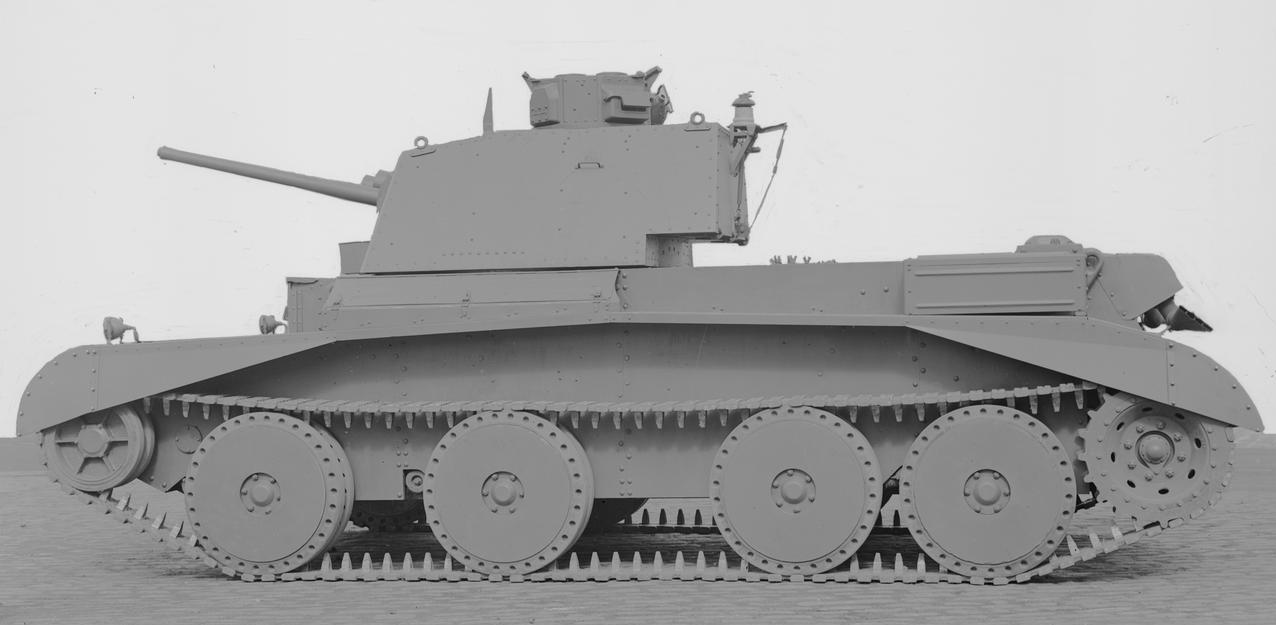
Cruiser Mk III britannico

John Christie sosteneva l'uso di carri leggeri dotati di lunga autonomia e alta velocità, da adoperare per penetrare in profondità le linee nemiche e colpirne le infrastrutture e la logistica. I suoi primi progetti, risalenti agli anni venti, erano penalizzati nelle prestazioni fuoristrada dalle limitate capacità delle sospensioni a balestra. Il problema maggiore che incontrò era la limitata corsa verticale delle molle: per una escursione di 25 cm erano necessari 50-75 cm di spazio verticale per le molle e le strutture cui erano vincolate le balestre. I piccoli e leggeri carri armati che egli aveva progettato non erano in grado di accogliere questa tecnologia.
Alla fine degli anni venti Christie concepì una soluzione migliore. Questa era basata sull'aggiunta di un braccio a squadra, che cambiava la direzione del movimento da verticale a orizzontale. Il mozzo delle ruote del treno di rotolamento poteva muoversi solo verticalmente ed era collegato superiormente con uno dei bracci che, basculando su un fulcro, trasferiva il movimento all'altro braccio, che così si spostava orizzontalmente verso l'indietro. Le molle elicoidali erano montate all'estremità del secondo braccio, all'interno dello scafo, e assorbivano le sollecitazioni orizzontali. Il risultato era un sostanziale aumento dell'escursione verticale, che dai 10 cm dei progetti originali passò ai 25 cm dell'M1928, ai 35 cm dell'M1930 e infine a ben 60 cm nel modello M1932. I più famosi carri Christie, tuttavia, furono fabbricati su licenza dall'Unione Sovietica con la denominazione di BT-2, capostipite di un'intera generazione di carri armati culminata nel T-34: tuttavia i blindati BT usavano molle elicoidali montate verticalmente, mentre i T-34 le ebbero leggermente inclinate.

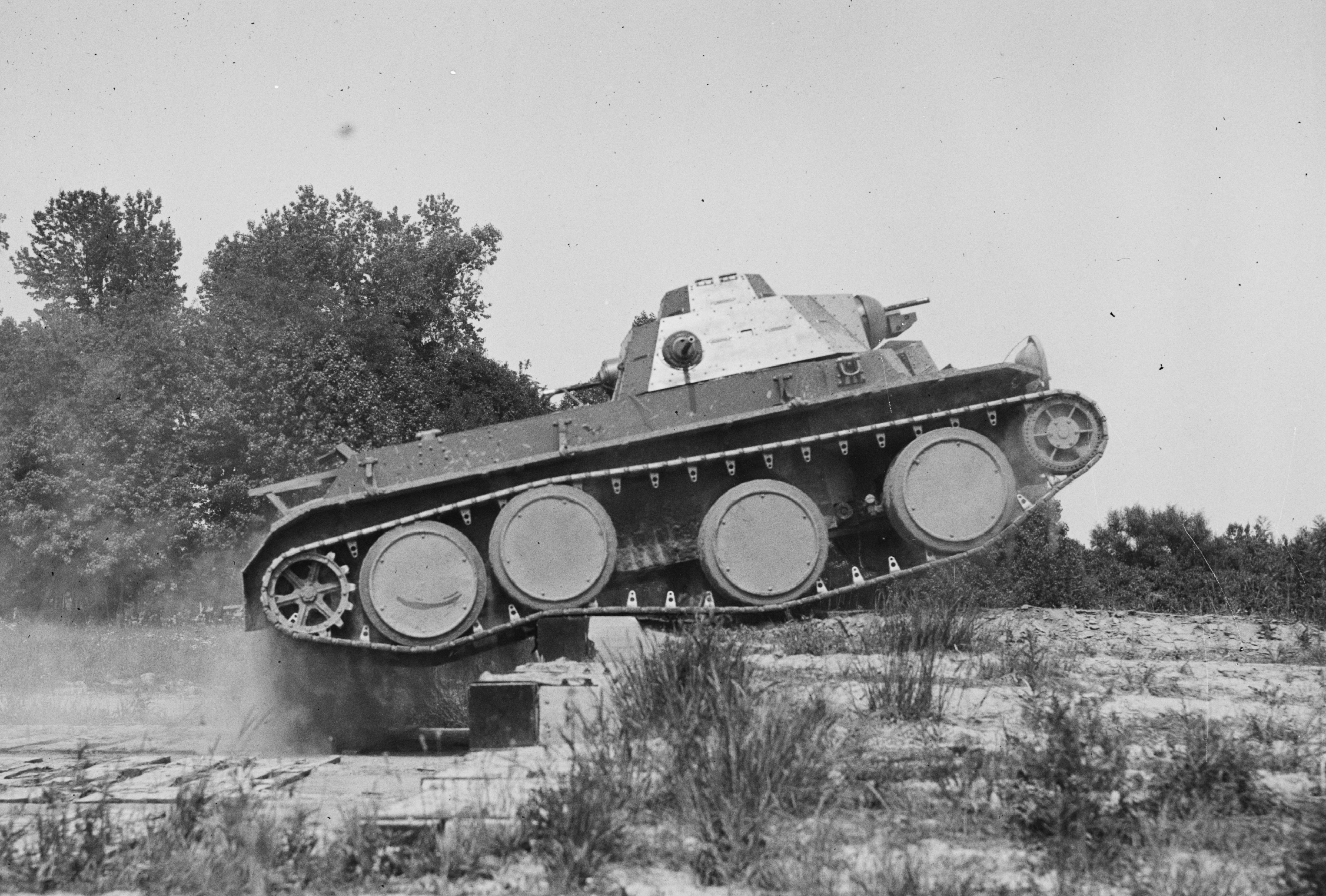
Il prototipo T3E2 con sospensioni Christie alle prove del 1936

Un'altra peculiarità dei carri Christie era la trazione convertibile: i cingoli potevano essere rimossi sui lunghi percorsi stradali, aumentando così velocità e autonomia e riducendo le sollecitazioni sui fragili treni di rotolamento degli anni trenta. In una dimostrazione pubblica del 1931, tenutasi a Linden (New Jersey) di fronte agli ufficiali dell'esercito statunitense, un Christie raggiunse la velocità di 160 km/h e divenne il carro armato più veloce del mondo. Questo record probabilmente non è ancora stato superato. Per raggiungere simili prestazioni, Christie utilizzò esclusivamente larghe ruote con battistrada gomma e rimosse i piccoli rulli reggicingolo superiori, le quali in economia di guerra erano spesso rimpiazzate da ruote in solo acciaio che rendevano la marcia ad alte velocità decisamente scomoda; erano adoperate anche doppie ruote per adottare i diffusi cingoli con fila centrale di denti-guida, i quali scorrendo tra la gola mantenevano in assetto il cingolo ed evitavano che uscisse dal posto. La trazione convertibile era stata mutuata dai sovietici, ma a partire dal 1939 l'Armata Rossa decise che era una complicazione non necessaria e ingombrante, perciò fu eliminata dal T-34, ancora in fase prototipica.
Poiché le grandi ruote e l'assenza dei ruotini reggicingolo (configurazione slack track) sono caratteristiche distintive del sistema Christie, spesso progetti che adottarono le stesse due soluzioni sono erroneamente confuse con esso. L'originale sistema Christie fu copiato o utilizzato, oltre che dai sovietici, anche dai carri incrociatore britannici quali il Cruiser Mk III, Cruiser Mk IV, Mk V Covenanter, Mk VI Crusader, Mk VIII Cromwell e Comet. Alcuni carri sperimentali studiati in Polonia ne fecero uso, ad esempio il 10TP. Durante la seconda guerra mondiale il Regio Esercito italiano, basandosi su alcuni Crusader catturati nel teatro nordafricano (in specie della seconda versione), sviluppò il carro armato celere sahariano che faceva uso delle sospensioni Christie del blindato britannico.